# Tetrahymenidae
Tetrahymenidae (лат.) — семейство инфузорий из отряда Tetrahymenida.

## Описание
Инфузории грушевидной, удлиненно-яйцевидной или цилиндрической формы. Макронуклеус шаровидный или эллипсоидальный, иногда лентообразный, редко узелковый. Микронуклеус обычно имеется, но у некоторых видов не распознаётся. Цитопрокт (клеточный рот) и сократительная вакуоль имеется. Цисты могут быть покоящимися и репродуктивными.

## Экология
Обитают в водной или наземной средах обитания. Питаются бактериями. Некоторые относятся к свободноживущим формам, а другие являются факультативными и обязательными паразитами разнообразных животных, в том числе моллюски, энхитреиды, мошки, комары, головастики земноводных и рыбы. Один вид обнаружен в мочевых путях собаки. Некоторые представители рода Lambornella найдены в фитотельматах бромелиевых. Вид Lambornella clarki может вызывать массовую гибель личинок кровососущих комаров, поэтому предлагается выпускать лабораторно инфицированных особей комаров для распространения этого паразита в новых местообитаниях и, таким образом, контролировать болезни, передаваемые комарами.

## Классификация
В состав семейства включают четыре рода:
- Deltopylum Fauré-Fremiet & Mugard, 1946
- Lambornella Keilin, 1921
- Paraglaucoma Kahl, 1926
- Tetrahymena Furgason, 1940

Некоторыми авторами Paraglaucoma признаётся младшим синонимом Tetrahymena.